# Calanthe ecarinata
Calanthe ecarinata là một loài thực vật có hoa trong họ Lan. Loài này được Rolfe ex Hemsl. mô tả khoa học đầu tiên năm 1892.